# Contla, Veracruz
Contla är en ort i Mexiko.   Den ligger i kommunen Atzacan och delstaten Veracruz, i den sydöstra delen av landet, 220 km öster om huvudstaden Mexico City. Contla ligger 1 637 meter över havet och antalet invånare är 884.
Terrängen runt Contla är varierad. Runt Contla är det ganska tätbefolkat, med 155 invånare per kvadratkilometer. Närmaste större samhälle är Orizaba, 14,1 km söder om Contla. I omgivningarna runt Contla växer huvudsakligen savannskog.